# NeuroNames
NeuroNames es un sistema de nomenclatura para el cerebro humano y del macaco Rhesus.
Es mantenido por la Universidad de Washington como parte de una herramienta denominada "BrainInfo". BrainInfo es una ayuda para la identificación de estructuras cerebrales. Se pueden efectuar búsquedas por nombre de la estructura o localizarla en el atlas del cerebro y obtener informaciones como su localización en la jerarquía cerebral clásica, sinónimos, nombre en varias lenguas, imágenes de la estructura, qué tipo de células posee, información sobre la conectividad y los genes expresados allí. 
Actualmente NeuroNames contiene más de 15,000 términos de neuroanatomía, y su número continúa aumentando. Es componente del Metathesaurus del Unified Medical Language System.